# Готорн (Нью-Йорк)
Готорн (англ. Hawthorne) — переписна місцевість (CDP) в США, в окрузі Вестчестер штату Нью-Йорк. Населення — 4646 осіб (2020).

## Географія
Готорн розташований за координатами 41°6′12″ пн. ш. 73°47′49″ зх. д. / 41.10333° пн. ш. 73.79694° зх. д. (41.103428, -73.796963).  За даними Бюро перепису населення США в 2010 році переписна місцевість мала площу 2,83 км², уся площа — суходіл.

## Демографія
Згідно з переписом 2010 року, у переписній місцевості мешкало 4586 осіб у 1612 домогосподарствах у складі 1250 родин. Густота населення становила 1620 осіб/км².  Було 1643 помешкання (580/км²).
Расовий склад населення:
| - 93,4 % — білих - 2,7 % — азіатів - 0,9 % — чорних або афроамериканців - 2,1 % — осіб інших рас |

До двох чи більше рас належало 0,8 %. Частка іспаномовних становила 7,3 % від усіх жителів.
За віковим діапазоном населення розподілялося таким чином: 22,9 % — особи молодші 18 років, 61,4 % — особи у віці 18—64 років, 15,7 % — особи у віці 65 років та старші. Медіана віку мешканця становила 43,3 року. На 100 осіб жіночої статі у переписній місцевості припадало 95,8 чоловіків;  на 100 жінок у віці від 18 років та старших — 91,0 чоловіків також старших 18 років.
Середній дохід на одне домашнє господарство  становив 120 771 долар США (медіана — 105 227), а середній дохід на одну сім'ю — 133 753 долари (медіана — 119 574). Медіана доходів становила 78 594 долари для чоловіків та 62 344 долари для жінок. За межею бідності перебувало 3,0 % осіб, у тому числі 1,6 % дітей у віці до 18 років та 2,6 % осіб у віці 65 років та старших.
Цивільне працевлаштоване населення становило 2312 осіб. Основні галузі зайнятості: освіта, охорона здоров'я та соціальна допомога — 24,0 %, науковці, спеціалісти, менеджери — 13,5 %, фінанси, страхування та нерухомість — 10,3 %, мистецтво, розваги та відпочинок — 8,9 %.